# Confrontos entre Corinthians e River Plate no futebol
Fatos históricos marcam a disputa entre as duas equipes, em momentos decisivos como as oitavas de finais da Libertadores 2003, Libertadores 2006 e Copa Sul-Americana de 2005.
Outra atração do clássico é a disputa pertinente ao tamanho das torcidas, pois os clubes estão entre os mais populares da América do Sul, totalizando algo próximo de 42 milhões de torcedores.

## História
Em torneios oficiais, River Plate e Corinthians disputaram poucos confrontos. São quatro partidas pela Copa Libertadores (2003 e 2006) e duas pela Copa Sul-Americana de 2005. Na Libertadores de 2006, após derrota por 3x1 em pleno Pacaembu, a torcida do Corinthians ficou revoltada e tentou invadir o gramado.

## Estádios
O River Plate possui o gigante Monumental de Núñez , que foi inaugurada em 25 de maio de 1938, sua capacidade atual é para 83.196 pessoas. O Corinthians possui dois estádios, o Parque São Jorge com capacidade de 18.000 pessoas, e a moderna e luxuosa Arena Corinthians com capacidade para 47.605 espectadores.

## Jogos decisivos
Em decisões
- Em 1969, o Corinthians venceu o River Plate na final do Torneio Internacional de Nova York (Apolo V).

Em mata-matas
- Em 2003, o River Plate eliminou o Corinthians nas oitavas de final da Copa Libertadores da América.
- Em 2005, o Corinthians eliminou o River Plate nas oitavas de final da Copa Sul-Americana.
- Em 2006, o River Plate eliminou o Corinthians nas oitavas de final da Copa Libertadores da América.

## Copa Libertadores
Abaixo todas as partidas na Copa Libertadores, o nome do clube em negrito indica a vitória.
| # | Data                  | Rodada            | Rodada | Estádio    | Mandante    | Visitante   | Resultado | Gols (M)                              | Gols (V)                                   |
| - | --------------------- | ----------------- | ------ | ---------- | ----------- | ----------- | --------- | ------------------------------------- | ------------------------------------------ |
| 1 | 01/05/2003 14/05/2003 | Oitavas-de-finais | Ida    | Monumental | River Plate | Corinthians | 2 - 1     | D'Alessandro (84) Cavenaghi (89)      | Jorge Wagner (68)                          |
| 2 | 01/05/2003 14/05/2003 | Oitavas-de-finais | Volta  | Morumbi    | Corinthians | River Plate | 1 - 2     | Liedson (9)                           | Demichelis (22) Fuertes (74 p.)            |
| 3 | 26/04/2006 04/05/2006 | Oitavas-de-finais | Ida    | Monumental | River Plate | Corinthians | 3 - 2     | Farías (25) Ferrari (30) Santana (81) | Tévez (14) Xavier (92)                     |
| 4 | 26/04/2006 04/05/2006 | Oitavas-de-finais | Volta  | Pacaembu   | Corinthians | River Plate | 1 - 3     | Nilmar (38)                           | Coelho (55) gol contra Higuaín (71) e (81) |

## Todos os confrontos
| Lista de Jogos          |               |        |                |                            |                             |              |
| Data                    | Time mandante | Placar | Time visitante | Competição                 | Estádio                     | Local        |
| 17 de fevereiro de 1935 | Corinthians   | 1 x 3  | River Plate    | Jogo amistoso              | Parque São Jorge            | São Paulo    |
| 22 de dezembro de 1946  | Corinthians   | 1 x 2  | River Plate    | Jogo amistoso              | Estádio do Pacaembu         | São Paulo    |
| 15 de janeiro de 1948   | Corinthians   | 2 x 1  | River Plate    | Jogo amistoso              | Estádio do Pacaembu         | São Paulo    |
| 24 de janeiro de 1961   | River Plate   | 2 x 1  | Corinthians    | Torneio Octogonal de Verão | Estádio Monumental de Núñez | Buenos Aires |
| 03 de outubro de 1962   | Corinthians   | 3 x 1  | River Plate    | Jogo amistoso              | Estádio do Pacaembu         | São Paulo    |
| 27 de julho de 1969     | Corinthians   | 2 x 1  | River Plate    | Jogo amistoso              | Auto Stade (Canadá)         | Montreal     |
| 02 de agosto de 1969    | Corinthians   | 1 x 1  | River Plate    | Troféu Apolo V             | (Downing Stadium (EUA)      | New York     |
| 03 de fevereiro de 1970 | River Plate   | 3 x 1  | Corinthians    | Copa Montevideo            | Estádio Centenário          | Montevidéu   |
| 01 de maio de 2003      | River Plate   | 2 x 1  | Corinthians    | Libertadores 2003          | Estádio Monumental de Núñez | Buenos Aires |
| 14 de maio de 2003      | Corinthians   | 1 x 2  | River Plate    | Libertadores 2003          | Morumbi                     | São Paulo    |
| 14 de setembro de 2005  | Corinthians   | 0 x 0  | River Plate    | Copa Sul-Americana de 2005 | Morumbi                     | São Paulo    |
| 28 de setembro de 2005  | River Plate   | 1 x 1  | Corinthians    | Copa Sul-Americana de 2005 | Estádio Monumental de Núñez | Buenos Aires |
| 26 de abril de 2006     | River Plate   | 3 x 2  | Corinthians    | Libertadores 2006          | Estádio Monumental de Núñez | Buenos Aires |
| 04 de maio de 2006      | Corinthians   | 1 x 3  | River Plate    | Libertadores 2006          | Estádio do Pacaembu         | São Paulo    |